# 7e régiment de tirailleurs algériens
Le 7e régiment de tirailleurs algériens, ou 7e RTA, est un régiment d'infanterie français, de l'armée d'Afrique, en activité entre 1913 et 1964.
Il est l'un des régiments les plus décorés de l'armée française. Il se distingue particulièrement lors de la Première Guerre mondiale, au cours de laquelle il est cité six fois à l'ordre de l'Armée et son drapeau décoré de la Légion d'honneur, puis lors de la Seconde Guerre mondiale. Alors commandé par le colonel Chappuis, au sein de la 3e division d'infanterie algérienne, il participe à la campagne d'Italie avec le corps expéditionnaire français du général Juin puis à la campagne de France; il est à nouveau cité trois fois à l'ordre de l'Armée.
Dissous en 1964, il devient le 170e RI.

## Création et différentes dénominations
- 1913 : création du 7e régiment de marche de tirailleurs.
- 1919 : devient le 7e régiment de tirailleurs algériens.
- 1962 : devient le 7e régiment de tirailleurs.
- 1964 : dissous le 1er juillet, il forme le 170e régiment d'infanterie.

## Chefs de corps
- Avril 1913 – Juillet 1914 : Colonel Mathieu

- Juillet 1914 – Mars 1916 : Lt-Colonel Laurent
- Mars 1916 – Avril 1916 : Lt-Colonel Demaris
- Avril 1916 – Octobre 1916 : Lt-Colonel Delom
- Octobre 1916 – Décembre 1917 : Cdt Pimont
- Décembre 1917 – Janvier 1918 : Lt-Colonel Felici
- Janvier 1918 – Mars 1918 : Cdt Conneau
- Mars 1918 – Août 1918 : Lt-Colonel Vaissières
- Août 1918 – Octobre 1918 : Colonel Fropo
- Novembre 1918 – Avril 1919 : Colonel Lamiable
- Avril 1919 – Février 1920 : Lt-Colonel Fadat
- Février 1920 – Mars 1920 : Cdt de Font Reaulx
- Mars 1920 – Mai 1920 : Cdt Diard
- Mai 1920 – Juillet 1920 : Lt-Colonel Fadat
- Juillet 1920 – Septembre 1920 : Cdt Diard
- Septembre 1920 – Septembre 1920 : Cdt de Font Reaulx
- Septembre 1920 – Juin 1924 : Colonel Lemaître
- Juin 1924 – Juillet 1928 : Colonel Pidaud
- Juillet 1928 – Juin 1930 : Colonel Pichon
- Juin 1930 – Juillet 1933 : Colonel de Tassy de Montluc
- Septembre 1933 – Mars 1937 : Colonel Watrin
- Mai 1937 – Mars 1940 : Colonel Richard
- Mars 1940 – Mai 1942 : Colonel Cortot
- Mai 1942 – Juin 1943 : Colonel Regnault
- Juin 1943 – Octobre 1944 : Colonel Chappuis
- Octobre 1944 – Novembre 1944 : Lt-Colonel Pichot
- Novembre 1944 – Avril 1945 : Colonel Goutard
- Avril 1945 – Juin 1947 : Colonel Lardin
- Juin 1947 – Novembre 1948 : Colonel Allard
- Novembre 1948 – Octobre 1950 : Colonel Du Passage
- Octobre 1950 – Août 1952 : Colonel Costantini
- Août 1952 – Juillet 1954 : Colonel Derville
- Juillet 1954 – Décembre 1956 : Colonel Arfouilloux
- Décembre 1956 – Décembre 1958 : Colonel de Raffin de la Raffinie
- Décembre 1958 – Décembre 1960 : Colonel Chevallier
- Décembre 1960 – Octobre 1961 : Colonel Rafa[1]
- Octobre 1961 : Colonel Breil

## Historique des garnisons, combats et batailles du7erégimentde tirailleurs algériens

### Garnisons
- Constantine (détachements à Batna et Guelma)
- Sétif (1941)
- Metz (1945 - 1950) (garde du camp de prisonniers de guerre allemands de l'Île du Saulcy).
- Trèves (Allemagne), dans le cadre des TOA (1946-1953)
- Coblence (Allemagne) jusqu'à fin 1953
- Barika (1960)
- Épinal (1962 - 1964)

### Première Guerre mondiale

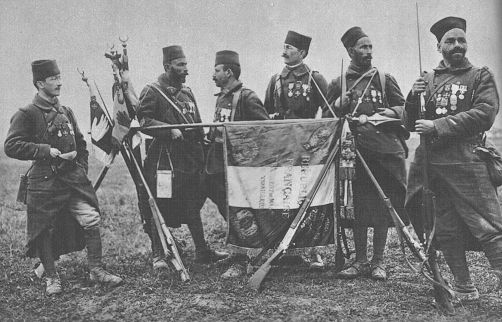
Le 7e RTA et son drapeau en 1917

Le 2e bataillon du 7e R.M.T. est resté en Afrique du nord.

#### Affectations
Le régiment fait partie de la division marocaine et combat aux côtés des RMLE, 4e RTT ainsi que du 8e RMZ.

#### 1914
- Retraite des IIIe et IVe armées vers la Marne
- 5 – 13 septembre : Bataille de la Marne
- Bataille des Flandres :
  - Bois Triangulaire
  - 12 novembre : Nord d'Ypres

#### 1915
- 28 janvier : Flandres, Grande Dune près Nieuport
- Offensive d'Artois :
  - Côte 140
  - 9 mai : crête de Vimy
- 25 septembre – 6 octobre : seconde bataille de Champagne
  - Butte de Souains
  - 25 septembre : Bois Sabot

#### 1916
- 4 juillet : Bataille de la Somme : Belloy-en-Santerre

#### 1917
- 17 avril : Mont-sans-Nom, Auberive
- Verdun

#### 1918
- 26 avril : Villers-Bretonneux, Bois du Hangard
- 29 mai - 1er juin : Montagne de Paris, Missy-aux-Bois, Chaudun
- 12 juin : Amblémy
- Saint-Pierre-l'Aigle, Daumiers
- 18 juillet : Chaudun
- 28 août - 17 septembre : Tunnel de Vauxaillon, Neuville-sous-Marginal

#### Pertes
De 1914 à 1918, les pertes du 7e RMT s'élèvent à 2 326 morts ou disparus (97 officiers, 232 sous-officiers, 260 caporaux et 1 737 soldats).
Au cours de la campagne, le 7e RMT a obtenu 31 citations collectives et 464 médailles militaires.

### Entre-deux-guerres
En 1928, le 7e R.T.A. prend le numéro 11 et le 11e R.T.A. prend le numéro 7. En 1936, le 7e R.T.A. est basé à Constantine.

### Seconde Guerre mondiale

#### Composition du régiment
En 1943, un régiment de tirailleurs nord-africains comporte un peu plus de 3 000 hommes (dont près de 500 officiers et sous-officiers) et 200 véhicules. La proportion de Maghrébins atteint 69 % pour le régiment, 74 % pour le bataillon, 79 % pour la compagnie de fusiliers-voltigeurs, 52 % pour la compagnie antichar et 36 % pour la compagnie de canons d'infanterie.

#### Campagnes
- 1939 : appartient à la 83e D.I.A.
- 1943 : appartient à la 3e division d'infanterie algérienne

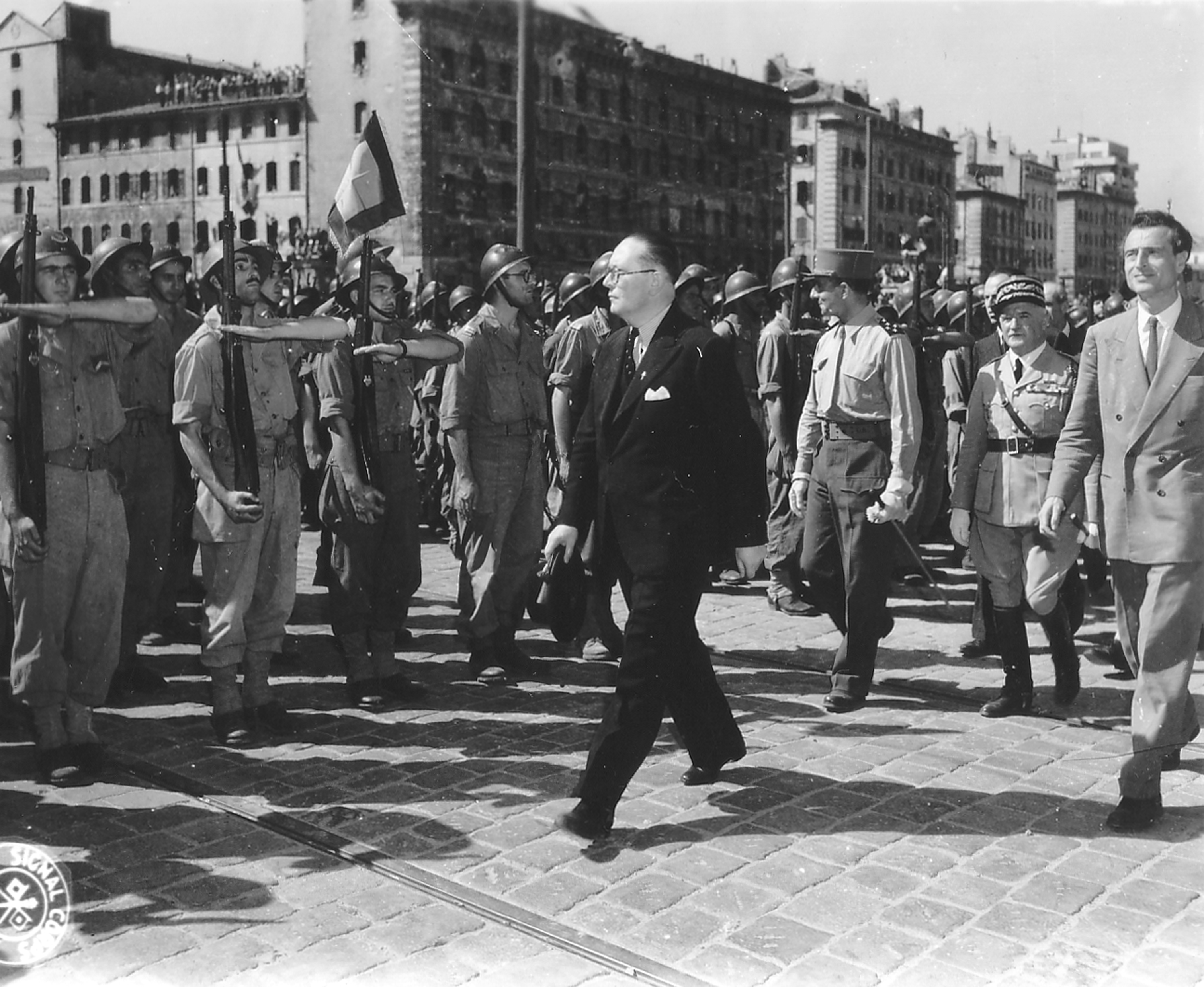
Revue de troupes du 7e RTA du colonel Léon Chappuis dans Marseille libérée, le 29 août 1944. De droite à gauche : Emmanuel d'Astier de La Vigerie, Joseph de Goislard de Monsabert (en képi à feuilles de chêne), Jean de Lattre de Tassigny et André Diethelm.

- janvier – mai 1944 : bataille de Monte Cassino
- août 1944 : débarquement en Provence, libération de Toulon et de Marseille (citation). Passage du Garlaban via le vallon des Dansaïres par la colonne muletière du 3eme bataillon du 7eme RTA (borne commémorative à Lascours) pour passer entre le verrou du sud d'Aubagne et celui de Cadolive.
- automne – hiver 1944 : les Alpes, le Jura, l'Alsace et les Vosges ; prise de Mulhouse et défense de Strasbourg.

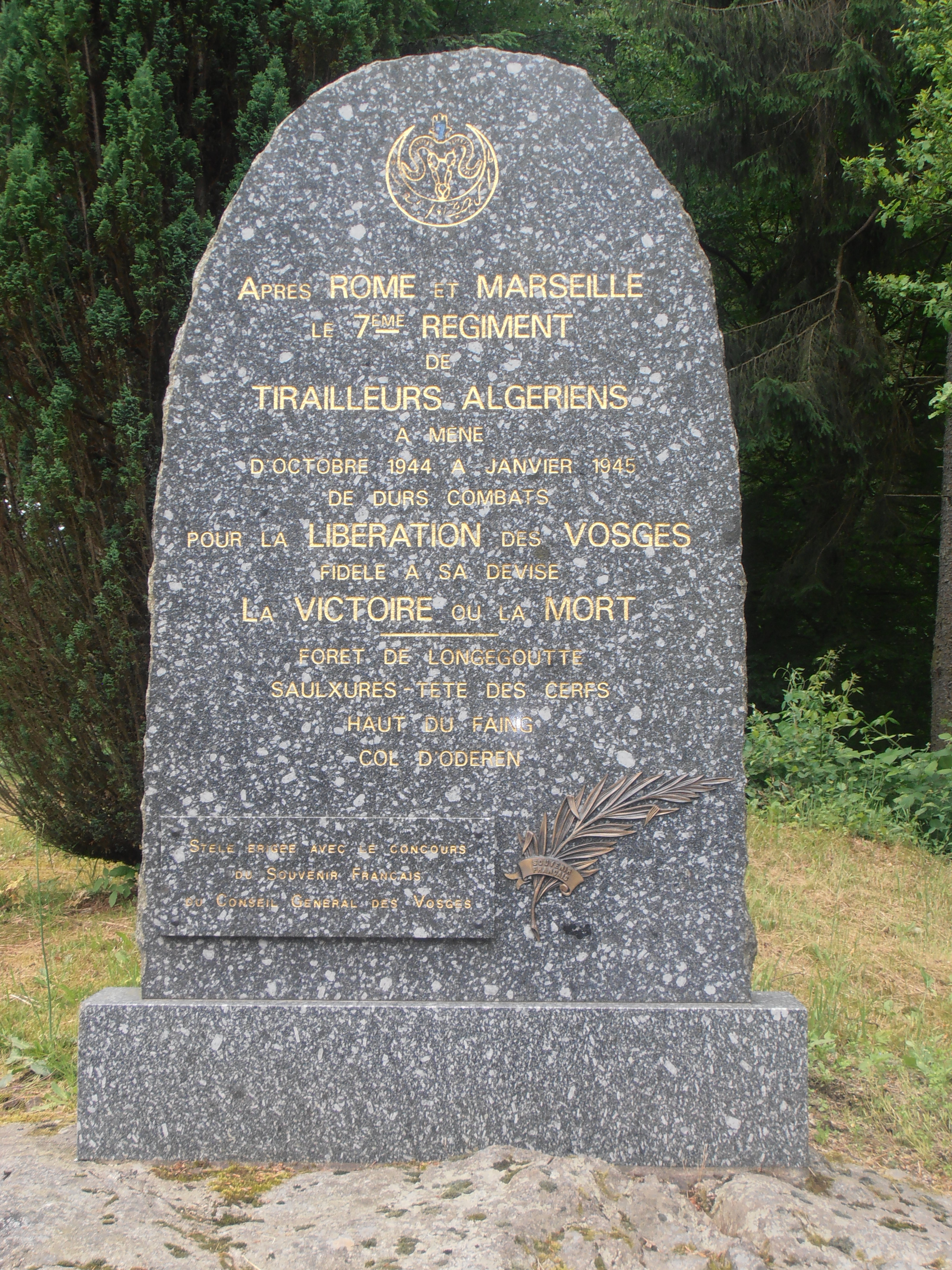
Stèle commémorant la libération de Saulxures-sur-Moselotte dans les Vosges en octobre 1944.

#### Citations collectives
Au cours de la Seconde Guerre mondiale, le 7e RTA a obtenu 10 citations collectives à l'ordre de l'Armée (3 pour le régiment, 4 pour les bataillons et 3 pour les compagnies).

#### Bilan des pertes
Le livre d'or de la 3e DIA dénombre 809 tués au 7e RTA de novembre 1942 à mai 1945 dont 614 Maghrébins (75 %) et 195 Européens (25 %).

### Guerre d'Indochine
Quatre bataillons de marche seront constitués successivement pour combattre en Indochine.
Le 5e bataillon de marche (V/7e RTA), du chef de bataillon de Mecquenem, va s’illustrer pendant la Bataille de Diên Biên Phu lors de la défense du centre de résistance Gabrielle.

### Guerre d'Algérie
Le 7e RTA combat en Algérie, au sein de la 21e division d'infanterie, dans le secteur Aurès Némenchas. Le général Vanuxem se porte garant de son loyalisme envers la France et l'unité reste en Algérie alors que les autres tirailleurs algériens rejoignent début 1956 les forces françaises en Allemagne par crainte des désertions. Au cessez-le-feu du 19 mars 1962, il constitue comme 91 autres régiments, une unité de la Force locale de l'ordre algérienne, la 427 UFL-UFO, composée de 10 % de militaires métropolitains et de 90 % de militaires maghrébins à Barika, qui, pendant la période transitoire, devait être au service de l'exécutif provisoire algérien jusqu'à l'indépendance de l'Algérie (Accords d'Evian du 18 mars 1962). Il revient en France en 1962, s'installe à Épinal jusqu'en 1964 où il est dissous pour former le 170e RI.

## Traditions

### Devise
La victoire ou la mort (Al nasr aou l mout).

### Insigne
Cf. Site de l'Infanterie d'Afrique pour les différents modèles du 7e RTA.

### Drapeau
Il porte, cousues en lettres d'or dans ses plis, les inscriptions suivantes,:

Drapeau du 7e RTA.

- Artois 1915
- Champagne 1915
- Verdun 1917
- Soissonnais 1918
- Picardie 1918
- L'Aisne 1918
- Levant 1920-1921
- Maroc 1925-1926
- Fondouk El Okbi 1943
- Rome 1944
- Marseille 1944
- Vosges 1944
- Indochine 1947-1954
- AFN 1952-1962

### Décorations
- Légion d'honneur (1919) au titre de la Première Guerre mondiale
- Croix de guerre 1914-1918 avec 6 palmes et une étoile de vermeil
- Croix de guerre 1939-1945 avec 3 palmes
- Croix de guerre des Théâtres d'opérations extérieurs avec 3 palmes (1 palme pour le théâtre du Levant, 1 palme pour le théâtre de l'Indochine et 1 palme pour le théâtre du Maroc)
- Mérite Militaire Chérifien
- Fourragère aux couleurs de la Légion d'honneur avec une olive aux couleurs du ruban de la croix de guerre 1939-1945 :

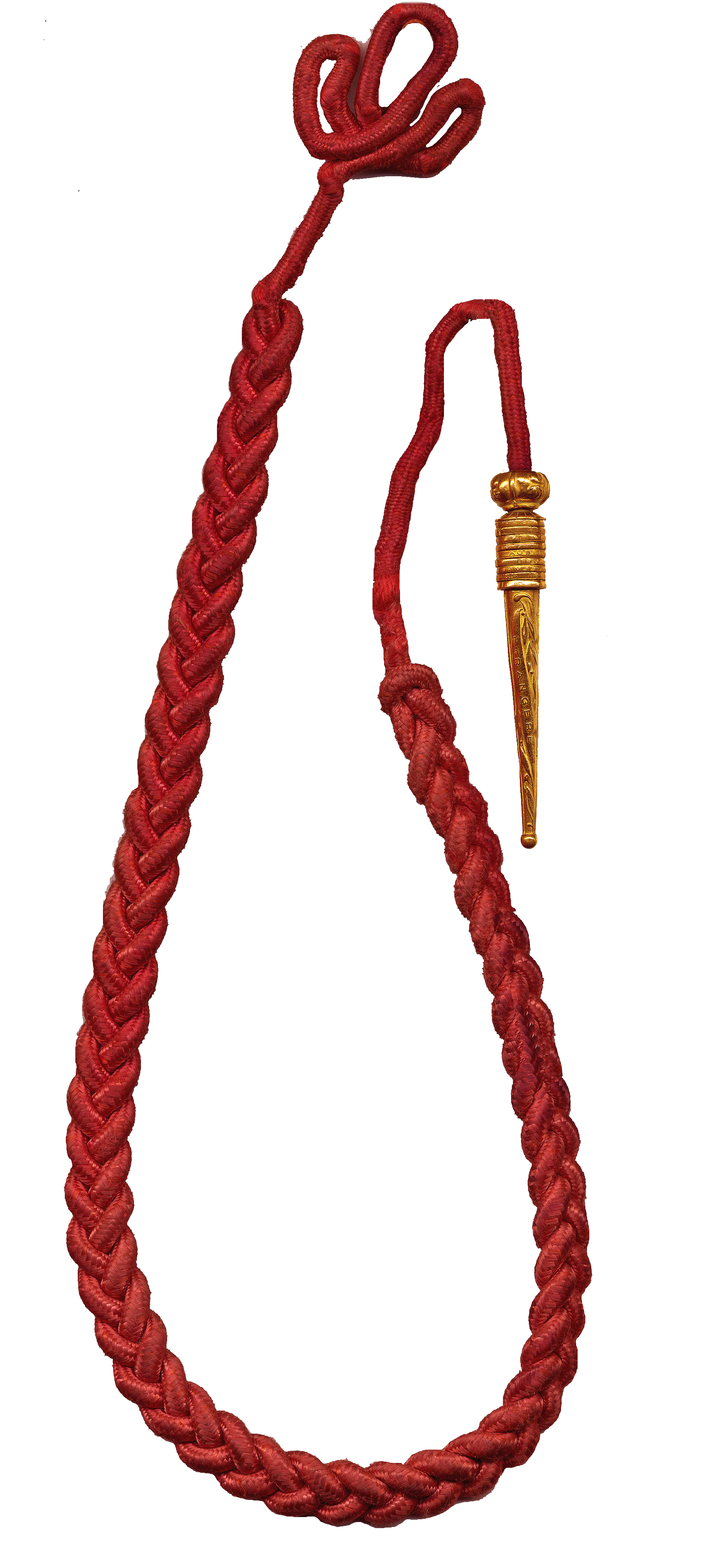
Fourragère à la couleur du ruban de la légion d'honneur.

Il a été le premier régiment indigène à recevoir la Fourragère à la couleur du ruban de la Croix de la Légion d'honneur (1914-1918).

## Chefs de corps du7ergt de marche de tirailleurs algériens
- Lt-Colonel Fellert : Août 1914 – Septembre 1914
- Lt-Colonel Levêque : Octobre 1914 – Décembre 1914
- Cdt Jacquot : Décembre 1914 – Janvier 1915
- Lt-Colonel Demetz : Janvier 1915 – Février 1916
- Lt-Colonel Schuhler – Février 1916 - Mai 1916
- Lt-Colonel Schultz – Mai 1916 - Mai 1918
- Lt-Colonel Mensier – Juin 1918

## Faits d'armes
- Combats du 9 mai 1915 en Artois.
- Combats du 25 septembre 1915 en Champagne (ouvrage d’Ulm).
- Combats du 20 août 1917 à Verdun (bois des Corbeaux, rive gauche).
- Combats d’avril 1918 dans la Somme (Villers-Bretonneux).
- Combats du 29 au 31 mai (Chaudun) et du 18 au 20 juillet (Chazelle) 1918 dans l’Aisne.
- Combats du 2 au 16 septembre 1918 dans l’Aisne (Vauxaillon et Allemant).
- Combats du 17 avril 1917 en Champagne (Mont sans Nom).

## Personnalités ayant servi au sein du régiment
- Général Jacques Schmitt (1919-2005), engagé volontaire en 1941. 12 citations, commandeur de la Légion d'honneur, auteur du Journal d'un officier de Tirailleurs (1944).
- Le prince Rainier III de Monaco (1923-2005), engagé volontaire en 1944 en tant que soldat de deuxième classe. Il prend part aux opérations de la campagne d’Alsace ; il est décoré de la croix de guerre 1939-1945 et de la Bronze Star américaine. En 1947, en raison de ses états de service, il est nommé chevalier de la Légion d'honneur à titre militaire par Léon Blum.
- Général Ahmed Rafa, commande le régiment de décembre 1960  à octobre 1961 durant la Guerre d'Algérie.
- Ahmed Litim (1920-1944), tirailleur algérien mort pour la France.

## Culture populaire
Le 7e RTA est représenté dans le film Indigènes de Rachid Bouchareb (2006). À la 9e minute du film, le caporal Abdelkader, interprété par Sami Bouajila se présente comme appartenant à la 2e compagnie du 7e RTA. À la fin du film, lors de la visite de la Nécropole nationale de Sigolsheim, les plaques funéraires indiquent l'appartenance des protagonistes du film au 7e RTA.

## Sources et bibliographie
- Anthony Clayton, Histoire de l'Armée française en Afrique 1830-1962, Albin Michel, 1994.
- Robert Huré, L'Armée d'Afrique: 1830-1962, Charles-Lavauzelle, 1977.
- Jean Lapouge, De Sétif à Marseille, par Cassino, préface du Général Jean Delaunay - commentaires du Colonel Henri Ortholan, Éditions Anovi, 2007.
- Général Jacques Schmitt, Journal d'un officier de Tirailleurs (1944), préface du colonel Ortholan, Éditions Bernard Giovanangeli, 2010.